# Felix Angelo Pollak
Felix Angelo Pollak (* 2. Juni 1882 in Baden bei Wien; † 15. September 1936 in Wien) war ein österreichischer Architekt. 

## Leben

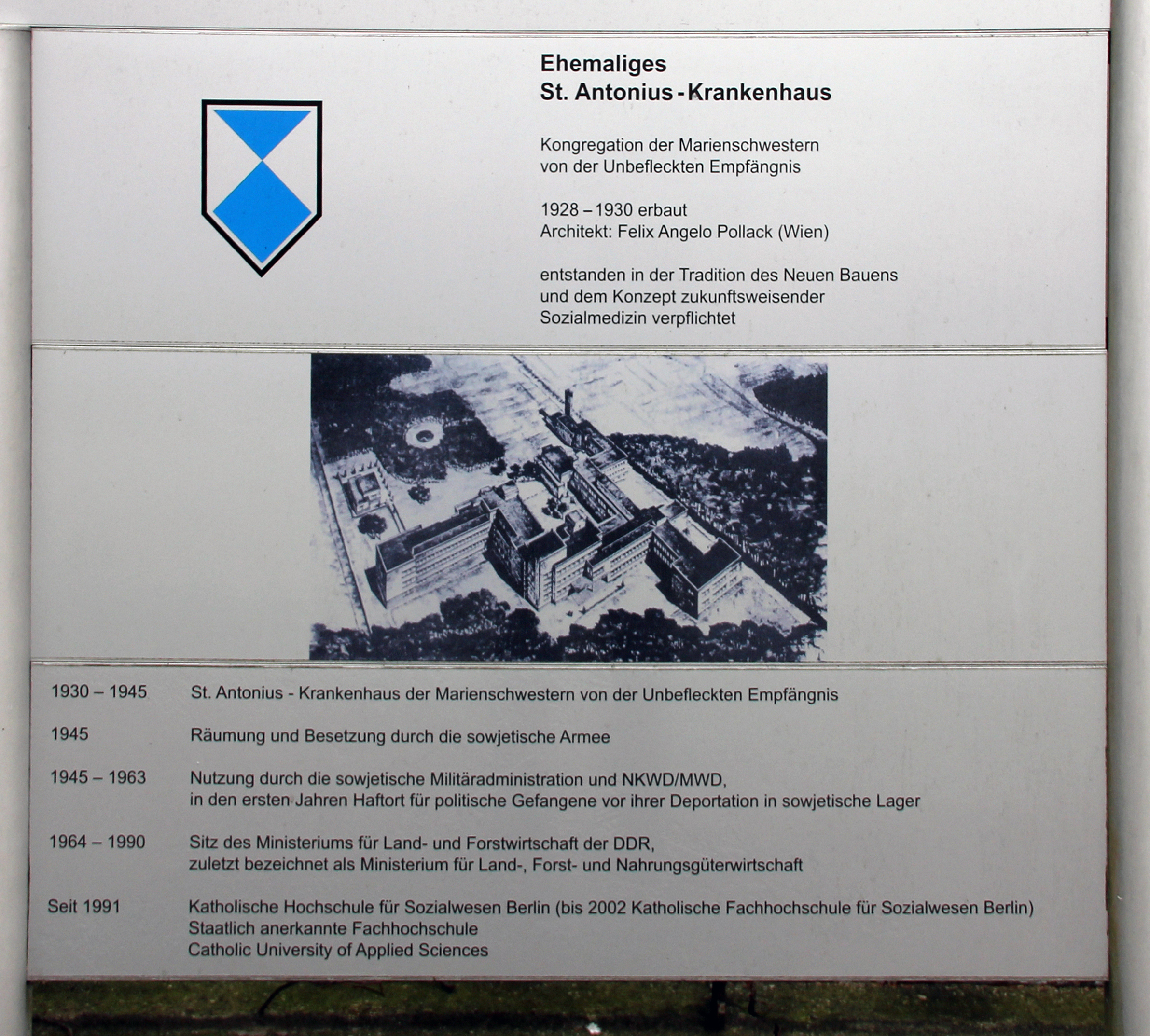
Gedenktafel am Haus, Köpenicker Allee 39, in Berlin-Karlshorst

Felix Angelo Pollak entstammte einer jüdischen Familie. Zu ihr gehörten seine Eltern Samuel Pollak († 1905) und Emma Bellina Pollenz (* 1853) und der jüngere Bruder Carl Josef Pollak, welcher später Maler wurde. Felix Pollak besuchte eine Realschule in Wien. Von 1901 bis 1903 studierte er an der Technischen Hochschule in Wien Architektur und schloss sein Studium 1911 an der Technischen Hochschule in Graz ab. 1914 ging er als Freiwilliger an die Front. Er diente als Oberleutnant und wurde mehrfach ausgezeichnet. Gleichzeitig lehrte er an der Theresianischen Militärakademie Wiener Neustadt. Trotz seiner jüdischen Herkunft konvertierte er zum Katholizismus, was ihm auch manchen Auftrag einbrachte. Unter anderem errichtete er 1930/31 ein sechsgeschossiges Schul- und Schwesternheim als Anbau zum Kloster der Dienerinnen zum Heiligsten Herzen Jesu in Wien. Diese Zusammenarbeit brachte ihm den Spitznamen Herz-Jesu-Pollak ein. Pollak war mit Josefine, geb. Frieberg, verheiratet, bis sie sich 1926 scheiden ließen. In den 1930er Jahren hielt er sich in England auf. Er starb 1936 an Schlagaderverkalkung.

## Auszeichnungen
- Silberne Militärverdienstmedaille
- Bronzene Militärverdienstmedaille mit Schwertern
- Karl-Truppenkreuz
- 1934 Großes Verdienstzeichen der Republik Österreich

## Bauten
- 1923–1924 Villa, Wien 18, Hockegasse 73
- 1921 Villa, Wien 18, Hasenauerstrasse 61
- 1928 Wien 4, Weyringergasse 16–18
- 1929 Villa, Wien 19, Windhabergasse 6–8
- 1930–1931 Schule und Schwesternheim der Dienerinnen zum Heiligsten Herzen Jesu, Wien 3, Landstraßer Hauptstraße 137A
- 1930 St.-Antonius-Hospital in Berlin (heute Sitz der Katholischen Hochschule für Sozialwesen)[3]
- um 1933	Miethaus, Wien 1, Laurenzerberg 3 (mit Leo Kammel)
- 1932	Portal László Ungar, Wien 6, Mariahilfer Straße 74
- 1934	Grabmal Rosa Eibuschitz, Wien 19, Döblinger Friedhof
- 1933	Betonstraßen in England
- 1934	Betonstraße auf den Monte Ceneri (Tessin)

## Publikationen
- Das erste Wiener Hochhaus. In: Österreichische Bauzeitung 8.1932, H. 45, S. 571ff.
- Betonstraßen. In: ZÖIAV, 85.1933, S. 183.
- Betonstraßen in England. In: ZÖIAV, 85.1933, S. 202.
- Die Betonstraßen auf den Monte Ceneri (Kanton Tessin). In: ZÖIAV, 86.1934, S. 15.
- Die neue Brücke zw. Venedig und dem Festland. In: ZÖIAV, 86.1934, S. 124.
- Neue Betonstraßen in Bergamo. In: ZÖIAV, 86.1934, S. 233.
- Mitteilungen über Betonstraßen. In: ZÖIAV 88.1936, S. 300.